# سیارک ۸۹۲۵
سیارک ۸۹۲۵ (به انگلیسی: 8925 Boattini، نامگذاری:1996XG32) هشت هزار و نهصد و بیست و پنجمین سیارک کشف شده‌است که در ۴ دسامبر ۱۹۹۶ کشف شد.
قدر مطلق سیارک برابر ۱۴٫۱۰ است.